# Гусаров, Фёдор Васильевич
Фёдор Васильевич Гусаров (1875—1920) — российский социал-демократ, партийный деятель.

## Биография
Фёдор Гусаров в 1899 году окончил Военно-медицинскую академию и был направлен в 107 пехотный полк в Вильно.
Ещё с гимназии участвовал в революционном движении. Был членом Санкт-Петербургского «Союза борьбы за освобождение рабочего класса». По предложению В. И. Ленина, стал агентом «Искры», вошел в транспортное бюро, возглавив доставку нелегальной марксистской литературы. С 29 сентября (12 октября) 1903 года до июля 1904 года был членом ЦК РСДРП.
В период революции 1905—1907 гг. был одним из активнейших большевистских агитаторов в армии и на флоте. Был руководителем военной организации при Объединенном и Санкт-Петербургском комитетах РСДРП.
В июле 1906 он был направлен в Кронштадт с целью придать начавшемуся восстанию солдат и матросов организованный характер. Восстание было подавлено — Фёдор Гусаров был арестован и предан военно-окружному суду, приговорившим его к восьми годам каторжных работ, которые позже были заменены ссылкой в Енисейскую губернию (с. Еланское). В ссылке Гусаров создает пункты медицинской помощи, лечит людей, борется с эпидемиями. При этом он не теряет связи и со ссыльными революционерами, переписывается с товарищами, оставшимися на воле.
После освобождения переехал в Красноярск, где работал сначала врачом, а в феврале 1915 года был избран заведующим больницы Общества врачей. В то же время принимал активное участие в работе Красноярской подпольной партийной организации.
После Февральской революции вел агитационную среди рабочих и солдат, выступал на митингах, избирался кандидатом от РСДРП(б) во Всероссийское Учредительное собрание. Гусаров входит в состав партийных и советских органов Енисейской губернии, занимается организацией нового здравоохранения.
Весной 1918 года Фёдор Гусаров руководил формированием красногвардейских отрядов, участвовал в боях против восставших войск чехословацкого корпуса. Позже работал в подполье, участвовал в подготовке восстаний против Колчака. Из Красноярска переехал в Иркутск, где работал в военном госпитале. В качестве врача Ф. В. Гусаров засвидетельствовал смерть Колчака и Пепеляева после расстрела.
С 1920 года возглавляет Иркутский губздравотдел. В апреле 1920 года Гусарова отозвали в Москву. По пути следования Гусарова, как опытного специалиста и прекрасного организатора здравоохранения, перевели в Омск и назначили заведующим Сибздравотделом. В Омске он был избран членом городского исполкома, заместителем заведующего Сибздрава, заведующим отделом губздрава и членом редколлегии газеты «Советская Сибирь». При его личном участии в городе в короткий срок открыли несколько госпиталей общим числом на 22 тысячи коек, а также бани, дезокамеры и дезопункты.
Здесь дала о себе знать болезнь, полученная в тюрьмах и ссылках, напряженная работа. 27 августа 1920 года умер от туберкулеза легких.
Ф. В. Гусаров похоронен в Омске на площади Красных Героев.

## Память
В доме 45а по улице Маркса в Красноярске установлена мемориальная доска.
Одна из улиц Октябрьского района Красноярска с 1980 года носит имя Фёдора Гусарова.
Одна из улиц Омска носит имя Фёдора Гусарова.